# Nić widmo
Nić widmo (ang. Phantom Thread) – amerykańsko-brytyjski dramat filmowy z 2017 roku w reżyserii Paula Thomasa Andersona. Daniel Day-Lewis zagrał w nim kreatora mody, mieszkającego ze swoją siostrą (graną przez Lesley Manville), który zakochuje się w młodej kelnerce (Vicky Krieps). Po ukończeniu zdjęć Day-Lewis ogłosił koniec kariery aktorskiej.
Film był wielokrotnie nagradzany i zdobył sześć nominacji do Oscarów.

## Fabuła
Londyn, lata 50. Sławny projektant mody Reynolds Woodcock projektuje suknie i odzież dla wyższych sfer. Łączy w sobie charyzmę i geniusz oraz skłonność do obsesji i kontroli. Jego siostra, Cyril, zarządza jego luksusowym domem mody i wywiera znaczący wpływ na jego życie. Reynoldsa prześladuje śmierć matki. Ponadto na podszewkach sukni, które tworzy, wyszywa on ukryte wiadomości.
Po prezentacji dzieła dla jednego z klientów Reynolds odwiedza restaurację na wsi i zaczyna interesować się kelnerką o imieniu Alma. Zaprasza ją na randkę, a ona się zgadza. Ich relacja rozwija się: Alma wkrótce wprowadza się do niego i jest jego muzą, asystentką i kochanką. Dziewczyna początkowo wzbudza nieufność Cyril, ale ostatecznie zyskuje jej szacunek dzięki swej konsekwencji i determinacji.
Z początku Almie odpowiada wspieranie i obserwowanie twórczości Reynoldsa, ale ten okazuje się krytyczny i zdystansowany. Ciągle się kłócą: kiedy Alma próbuje zrobić dla niego romantyczną kolację, Reynolds atakuje ją za to, jak przygotowała posiłek, i powtarza, że nie będzie tolerował jakichkolwiek odchyleń od trybu życia, nad którego udoskonaleniem ciężko pracował.
Chcąc odzyskać wpływ na związek, Alma postanawia otruć go herbatą z dzikimi grzybami, które zebrała przed domem. Podczas szykowania sukni ślubnej dla belgijskiej księżniczki Reynolds poważnie choruje i w halucynacjach widzi ducha swojej matki. Alma opiekuje się nim i wkrótce powraca on do zdrowia. Głęboko poruszony jej oddaniem Reynolds prosi ją o rękę. Alma początkowo się waha, ale zgadza się wyjść za mąż.
Przez pewien czas ich relacje układają się dobrze, ale wkrótce kłótnie powracają. Ponieważ Reynolds uważa, że jego twórczość poważnie ucierpiała przez Almę i małżeństwo, dochodzi on do wniosku, że nadszedł czas, aby porzucić żonę. W odpowiedzi na to Alma podaje Reynoldsowi zatruty omlet. Gdy ten przeżuwa pierwszy kęs, Alma informuje go, że zależy jej na tym, by był słaby i bezbronny, tym samym uzależniony od jej opieki. Po tych wyjaśnieniach Reynolds spożywa resztę omletu, akceptuje swój los i pozwala Amie wypełnić pustkę pozostawioną przez jego matkę.
Kiedy chory Reynolds leży w łóżku, Alma wyobraża sobie ich wspólną przyszłość: mają dzieci, prowadzą bogate życie towarzyskie, a ona bierze czynny udział w prowadzeniu firmy. Przyznaje, że chociaż mogą pojawić się wyzwania, miłość i ich nowy układ pomogą je pokonać.

## Obsada
- Daniel Day-Lewis[3] jako Reynolds Woodcock
- Lesley Manville[4] jako Cyril Woodcock
- Vicky Krieps[4] jako Alma Elson
- Camilla Rutherford jako Johanna
- Gina McKee jako Countess Henrietta Harding
- Brian Gleeson jako Dr. Robert Hardy
- Harriet Sansom Harris jako Barbara Rose
- Lujza Richter as Princess Mona Braganza
- Julia Davis jako Lady Baltimore
- Nicholas Mander jako Lord Baltimore
- Philip Franks jako Peter Martin
- Phyllis MacMahon jako Tippy
- Silas Carson jako Rubio Gurrerro
- Richard Graham[5] jako George Riley
- Martin Dew jako John Evans
- Ian Harrod jako the Registrar
- Jane Perry jako pani Vaughan

## Produkcja
W czerwcu 2017 roku pojawiły się informacje, że ponieważ podczas produkcji Robert Elswit był niedostępny, Anderson będzie również autorem zdjęć do filmu. W listopadzie Anderson jednak oświadczył, że zdjęcia były efektem wspólnego wysiłku.
Zdjęcia do filmu kręcono od stycznia do kwietnia 2017 roku w Anglii i Szwajcarii. Wśród angielskich lokacji dominowały plenery Londynu, m.in. Fitzroy Square, Carey Street, Serle Street, Bell Yard, Chancery Lane, Star Yard, Portugal Street, Grafton Mews, Gordon Square Gardens czy St Mary’s Gardens w Lambeth. Ekipa uwieczniła też liczne urokliwe miejsca w obrębie hrabstwa North Yorkshire (Lythe, Robin Hood's Bay, Staithes, Saltburn-by-the-Sea, dworzec kolejowy w Grosmont). Wiejską posiadłość Woodcocka "zagrała" rezydencja Owlpen Manor w Dursley (Gloucestershire). Sceny noworocznego przyjęcia nagrano zaś w Blackpool w hrabstwie Lancashire.
Szwajcarska część zdjęć odzwierciedlała podróż poślubną Reynoldsa i Almy. W filmie widzimy takie charakterystyczne lokacje, jak np. jezioro Brienzersee oraz szczyt górski Brienzer Rothorn. Ponadto pojawiają się w nim też Hotel Bellevue des Alpes w Kleine Scheidegg i Grandhotel Giessbach w Brienz.

## Nagrody i nominacje
W 2018 roku film Nić widmo został nominowany do Oscara w sześciu kategoriach - za najlepszy film, najlepszą reżyserię, najlepszego aktora pierwszoplanowego (Daniel Day-Lewis), najlepszą aktorkę drugoplanową (Lesley Manville), najlepsze kostiumy oraz najlepszą muzykę, co przełożyło się na statuetkę za najlepsze kostiumy.